# Eike Pies

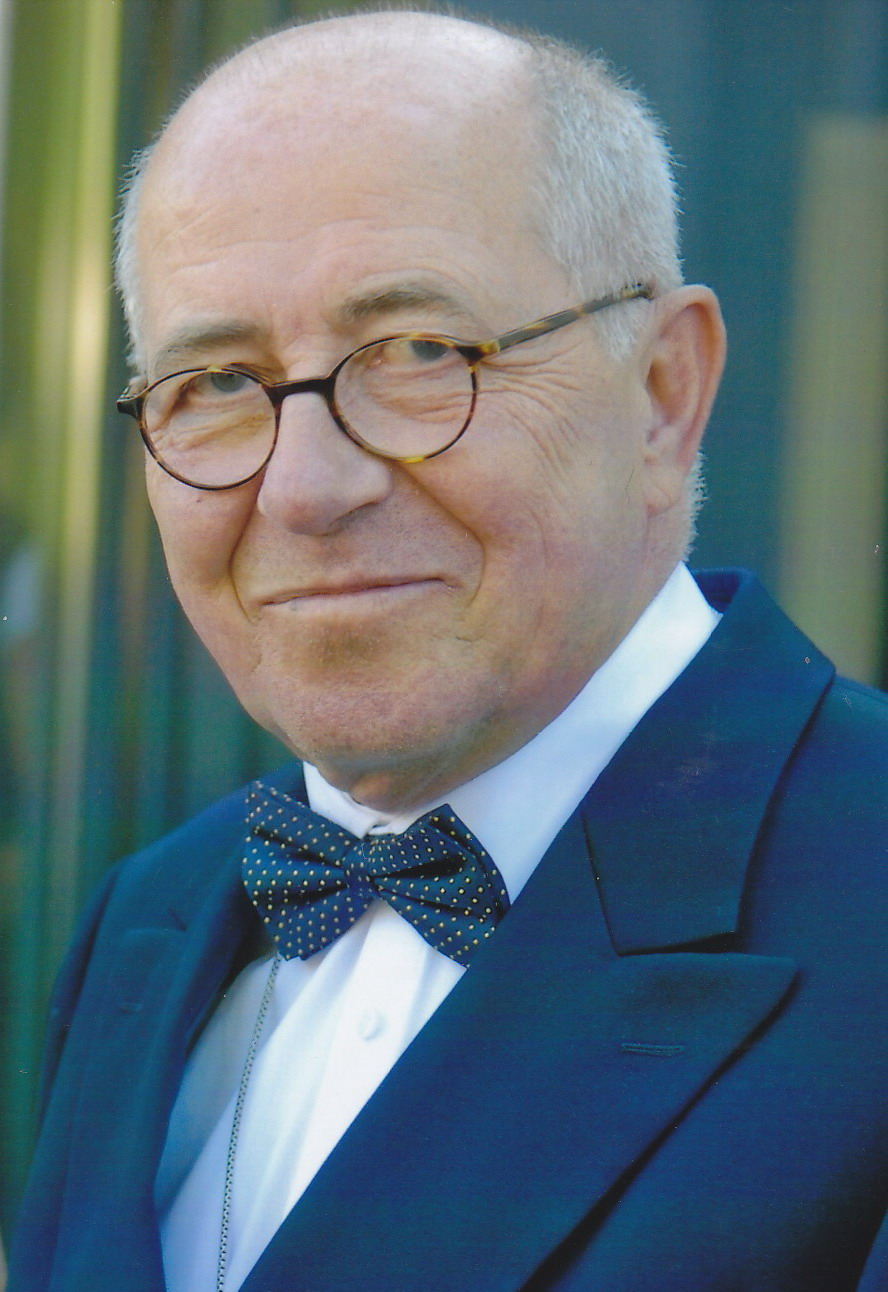
Eike Pies (2011)

Eike Pies (* 22. März 1942 in Duisburg-Hamborn; Pseudonyme: Wilhelm van der Horst, John F. Mortimer, Jules Silver, Jean-Baptiste Delacour) ist ein deutscher Theaterwissenschaftler, Historiker, Journalist, Schriftsteller, Verleger, Unternehmensberater für Öffentlichkeitsarbeit, Museumsstifter und Vereinsgründer.

## Leben
Eike Pies studierte Medizin, Theaterwissenschaften, Philosophie, Geschichte, Germanistik und Kunstgeschichte an der Universität Köln, wo er 1969 mit einer theatergeschichtlichen Arbeit promoviert wurde.
Von 1969 bis 1971 war er Feuilletonchef der Tageszeitung Westdeutsche Rundschau in Wuppertal, Lehrbeauftragter für Dramaturgie an der Schauspielschule in Köln und für Theaterkritik an der Volkshochschule in Wuppertal.
Von 1971 bis 1973 war er Pressechef der ECON-Verlagsgruppe mit den Verlagen Econ (Düsseldorf-Wien), Claassen (Hamburg-Düsseldorf) und Marion von Schröder (Hamburg-Düsseldorf) und von 1973 bis 1974 Verlagsleiter der HENN-Verlagsgruppe mit dem Henn-Verlag (Ratingen-Düsseldorf-Kastellaun), dem Universitäts- und Schulbuch-Verlag (Saarbrücken-Düsseldorf) und dem 1973 von ihm gegründeten vms verlag modernes sachbuch (Düsseldorf).
In Wuppertal, Düsseldorf und Sprockhövel gründete er die Firmen Verlagsbüro Dr. Eike Pies und orb-Verlag (1975), Commed – Kommunikations- und Medienbüro GbR, die interma-orb Verlagsgruppe GmbH und Vera Futura, Gesellschaft für interdisziplinäre Prognostik GbR (1977), die Unternehmensgruppe Dr. Pies mit den Firmen Philosophische Praxis Dr. Pies und Verlag Dr. Eike Pies (1989), point systems Dr. Pies & Partner, Consulting GmbH (1992) – BZP Betriebsärztliche Zentrale Dr. Pies GmbH für Arbeitsmedizin und Arbeitssicherheit (1994) und druck & buch GbR (2000).

## Leistungen
1986 gründete Eike Pies die gemeinnützige Familienstiftung Pies-Archiv, Forschungszentrum Vorderhunsrück e. V. in Dommershausen/Hunsrück, war bis zum März 2014 Vorstandsvorsitzender des Vereins, der in Dommershausen seit 1992 ein Museum mit Archiv und Bibliothek zur Personen-, Regional- und Medizingeschichte unterhalten hat und war bis zu dessen Auflösung im Jahre 2019 Ehrenvorsitzender und Ehrenmitglied. Heute wird die Einrichtung von der Ortsgemeinde Dommershausen als Vorderhunsrück-Museum und Pies-Archiv fortgeführt.
1981 stellte er anhand von Indizien die These auf, dass der französische Philosoph René Descartes 1650 am schwedischen Hof in Stockholm vergiftet worden ist, worüber er ein Drehbuch für eine Fernsehdokumentation und mehrere Veröffentlichungen schrieb. Während der Rechtsmediziner Wolfgang Eisenmenger feststellt: Nichts steht dem klinischen Bild einer Arsenvergiftung ferner als der Krankheitsverlauf von Descartes, stimmt der Mathematikhistoriker Thomas Sonar zwar der 2009 durch Theodor Ebert verbesserten Variante der Mordthese zu, bezeichnet jedoch ebenfalls die Argumentation von Pies als „zu dünn“. Im Gegensatz dazu würdigen u. a. der Düsseldorfer Medizinhistoriker Hans Schadewaldt und der Prager Philosoph Vilem Marvan die überragende Leistung von Eike Pies, denn er habe als erster Wissenschaftler die Krankheitssymptome Descartes als Folge einer Arsenvergiftung erkannt und auch als erster den Namen von Descartes Mörder genannt.  Ebert selbst widmet ein Exemplar seines Buches „Eike Pies, ohne den es dieses Buch nicht gäbe“.
Eike Pies veröffentlichte über 100 Bücher zur Medizin- und Kulturgeschichte, Genealogie und Heraldik, schrieb Drehbücher zu Filmen und Fernsehdokumentationen und ist Herausgeber von wissenschaftlichen Buchreihen. Für sein kulturhistorisches Schaffen wurde er u. a. 1993 mit dem Verdienstorden des Landes Rheinland-Pfalz ausgezeichnet.

## Schriften (Auswahl)
- Das Theater in Schleswig 1618–1839, Kiel 1970
- Das Röderhaus, Wuppertal 1971
- Prinzipale. Zur Genealogie des deutschsprachigen Berufstheaters vom 17. bis 19. Jahrhundert. Ratingen, Kastellaun, Düsseldorf 1973. ISBN 3-450-01061-1
- Einem hocherfreuten Publikum – Kleine Chronik des Theaterzettels, 1. Aufl. Hamburg-Düsseldorf 1973, 2. Aufl. Solingen 2000
- Goethe auf Reisen, 1. Aufl. Wuppertal 1977, 2. Aufl. Solingen 1999
- Ich bin der Doktor Eisenbarth – Arzt der Landstraße, 1. Aufl. Genf 1977, 3. Aufl. Köln 1995
- Frauen sind das Paradies der Augen – Weibliche Schönheit in Dichtung und Kunst, Düsseldorf 1980
- Wickeren und Gravenhorst bei Uedem – Ein Beitrag zur niederrheinischen Hofesgeschichte, Köln 1982
- Waldeck im Hunsrück – Geschichte der Herrschaft, der Burg und des Schlosses sowie des gleichnamigen Ritter-, Freiherren- und Grafengeschlechtes, Sprockhövel-Düsseldorf 1983
- Pies – Piesen – Piesacken, 1. Teil Mönchengladbach 1986, 2. Teil Sprockhövel-Dommershausen 1992; japanische Ausgabe Tokyo 1998
- Geschichte der ehemaligen Herrschaft Waldeck mit den Dörfern Dorweiler, Korweiler und Mannebach, Sprockhövel 1989
- Der Mordfall Descartes, 1. Aufl. Köln 1991, 2. und 3. Aufl. Solingen 1996; italienische Ausgabe Il delitto Cartesio, Palermo 1999; japanische Ausgabe Tokyo 2000
- Bürgerbücher der Stadt und des Amtes Kastellaun 1568–1798, Sprockhövel-Kastellaun 1991
- Dommershausen – Geschichte eines Hunsrückdorfes, Dommershausen-Sprockhövel 1993
- 101 alte und probate Geheim-Rezepte – Aus den Aufzeichnungen einer Hunsrücker Medicus-Dynastie, 1. Aufl. Briedel 1993, 2. Aufl. Briedel 1994
- Aktuelle Adressen und Informationen für Familienforscher, Archive – Verbände – Vereine in der Bundesrepublik Deutschland und für die ehemaligen Ostgebiete, Solingen 1993. 3. Aufl. Solingen 2002 mit jährlich aktuellen Ergänzungslieferungen
- Abenteuer Ahnenforschung – Das praktische Handbuch für Einsteiger und Profis, 1. Aufl. Solinge 1994, 6. Aufl. Wuppertal 2009
- Pillen, Pulver und Tinkturen – Kleine Kulturgeschichte des ärztlichen Rezeptes, Solingen 1995
- Grenzenlos, gruppe rbk – Kunst und Künstler 1946–1966, Solingen 1997
- Zünftige und andere alte Berufe, 1. Aufl. Solingen 1997, 3. Aufl. Wuppertal 2005
- Neues Bergisches Wappenbuch Bürgerlicher Familien, Heraldik – Genealogie – Bibliographie, Solingen und Neustadt/Aisch 1998
- Scharfrichter- und Schindersippen – Geschichte einer „unehrlichen“ Berufsgruppe vom 16. bis zum  18. Jahrhundert, dargestellt am Beispiel des ehemaligen Kurfürstentums und Erzstifts Trier sowie in den angrenzenden Herrschaften, mit einer CD-ROM, Solingen 2001
- Löhne und Preise von 1300 bis 2000 – Abhängigkeit und Entwicklung über 7 Jahrhunderte, 1. Aufl. Solingen 2003, 6. Aufl. Wuppertal 2008
- Meine Familiengeschichte – Der praktische Ratgeber zur Ahnenforschung, 1. und 2. Aufl. Freiburg 2003
- Willem Piso (1611–1678), Begründer der Tropenmedizin und Leibarzt des Grafen und späteren Fürsten Johann Moritz von Nassau-Siegen in Brasilien und den Niederlanden, Dommeshausen-Sprockhövel 2004
- Eisenbarth – Das Ende einer Legende, Leben und Wirken des genialen Chirurgen, weit gereisten Landarztes und ersten deutschen Arzneimittelfabrikanten Johann Andreas Eisenbarth (1663–1727), Wuppertal 2004
- Das Bild des Arztes, Ärzteporträts aus vier Jahrhunderten, 4 Bände, Dommershausen-Sprockhövel 2005–2008; Gesamtausgabe 2009
- Diederich Pies (1590–1666), Pfalz-Neuburgischer und Kaiserlicher Regimentsfeldscherer, Begründer der modernen Chiropraktik, Dommershausen-Sprockhövel 2006
- Heraldische und andere Kostbarkeiten, Dommershausen-Sprockhövel 2009
- Jacques de Beaulieu  (1651–1714) genannt „Frére Jacques“, Leben und Wirken des französischen Chirurgen, Dommershausen-Sprockhövel 2009
- Wilhelm Fabry (1560–1634) – Ein rheinisch-bergischer Chirurg von europäischer Bedeutung, Dommershausen-Sprockhövel 2010
- Johann Weyer (1515–1588), Leibarzt Herzogs Wilhelm des Reichen von Jülich-Kleve-Berg und mutiger Gegner des Hexenwahns, Sprockhövel 2011
- Dorothea Christiane Erxleben geborene Leporin (1715–1762) – Die erste promovierte Ärztin in Deutschland, Dommershausen-Sprockhövel 2011
- Kunstfehler, Täter – Opfer – Tipps, Dommershausen-Sprockhövel 2011
- Mit Skalpell und Matula – Lebensbilder berühmter Ärzte, Dommershausen-Sprockhövel 2011
- Pater Dr. Otto Pies S.J. (1901–1960) – Sein Leben in Bildern, Selbstzeugnissen und Augenzeugenberichten, Dommershausen-Sprockhövel 2011
- Der Pies hilft in Knochen, die Pies in den Wochen – Eine sprichwörtliche Familie im Spiegel der Literatur, Wuppertal 2011
- Das Alte Pfarrhaus in Dommershausen und seine Wappenfenster, Dommershausen-Sprockhövel 2013
- Kurfürsten – Könige – Kaiser, Dommershausen-Sprockhövel 2013
- Geld – Geldwert – Kaufkraft, Dommershausen-Sprockhövel 2013
- Zeitrechnung, Maße und Gewichte, Dommershausen-Sprockhövel 2013
- Archive & Bibliotheken, Museen und Vereine zur Orts- und Familiengeschichte im Rhein-Hunsrück-Kreis, Dommershausen-Sprockhövel 2013
- Das Medizinalwesen, Dommershausen-Sprockhövel 2013

## Filme
- 1975: Der Maler Karl Hermann Ueberholz: Konstruktive Variationen, Drehbuch und Regie, Atelierfilm Wuppertal
- 1976: Der Radierer Ismail Coban: Zum Beispiel oder ein orientalisches Antimärchen, Drehbuch und Regie, Atelierfilm Wuppertal
- 1976: Kaufen mit Strategie, Drehbuch und Regie, Industriefilm Düsseldorf-Wuppertal
- 1980: Papier von Format, Drehbuch und Regie, Industriefilm Düsseldorf-Wuppertal
- 1984: Der Mordfall Descartes, Drehbuch, WDR-Fernsehdokumentation Köln
- 1985: Dicom-Electronics im Krankenhaus, Drehbuch und Regie, Industriefilm Duisburg
- 1995: Die kleine Unsterblichkeit – Abenteuer Ahnenforschung, Drehbuch und Regie, WDR-Fernsehdokumentation für die ARD, Köln

## Herausgeberschaft
- Schriftenreihe der Familienstiftung Pies-Archiv, Forschungszentrum Vorderhunsrück e. V. (Buchreihe Dommershausen-Sprockhövel seit 1989)
- Familien-Chroniken (Buchreihe Dommershausen-Sprockhövel seit 1993)
- Zeitzeugen (Buchreihe Dommershausen-Sprockhövel seit 1995)
- Interdisziplinäres Forum Wissenschaft (Buchreihe Dommershausen-Sprockhövel seit 2000)
- Kastellaun in der Geschichte (Buchreihe Kastellaun-Dommershausen-Sprockhövel seit 2000)
- Bibliothek für Familienforscher (Buchreihe Solingen-Wuppertal seit 1997)
- Quellen zur Familienforschung (Buchreihe Solingen-Wuppertal seit 2001)
- Illustrierte Geschichte alter Berufe (Schriftenreihe Solingen-Wuppertal seit 2002)
- Unser Hunsrück (Publikationsreihe auf CD-ROM, bisher 13 Titel, Dommershausen-Sprockhövel 2013)